# 1 eurocent

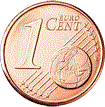
Avers mince 1 Eurocent

Mince 1 eurocent je hodnotou i velikostí nejmenší mince (z celkem 8 mincí) měny euro.
Tato mince je vyrobena z oceli (94,35 %) pokryté vrstvou mědi (5,65 %). Má průměr 16,25 mm, sílu 1,67 mm a hmotnost 2,30 g. Hrana mince je hladká. Všechny mince mají společnou lícovou stranu, ale mince jednotlivých zemí mají rozdílnou rubovou stranu. Mince 1 cent (stejně jako 2 centy a 5 centů) zobrazuje umístění Evropy ve světě. Je vidět polokoule s Evropou, Afrikou a Asií se zvýrazněním původních patnácti členů Evropské unie.
Ve Finsku, Nizozemsku, Itálii, Belgii, Irsku a na Slovensku se praktikuje tzv. švédské zaokrouhlování na nejbližší pěticenty, proto není výskyt mincí 1 a 2 centů v těchto státech tak častý. 

## Rubová strana
- Andorra – kamzík středozemní a orlosup bradatý
- Belgie – podobizna krále Belgičanů Filipa a jeho monogram „FP“ umístěný pod korunou
- Estonsko – mapa Estonska a nápis „Eesti“ (estonsky Estonsko)
- Finsko – finský heraldický lev převzatý z markky
- Francie – portrét Marianne, symbolu Francouzské republiky ztělesňujícího svobodu
- Chorvatsko - hlaholice s chorvatským šachovnicovým vzorem v pozadí
- Irsko – tradiční irská harfa
- Itálie – hrad Castel del Monte z 13. století v Apulii
- Kypr – muflon jako symbol kyperské přírody
- Litva – Vytis, státní znak Litvy
- Lotyšsko – malý státní znak Lotyšska
- Lucembursko – portrét velkovévody Henriho
- Malta – neolitický chrám Mnajdra
- Monako – erb monackých knížat
- Německo – větvička německého dubu převzatá z dřívějšího feniku
- Nizozemsko – portrét krále Viléma-Alexandra a nápis „Willem-Alexander Koning der Nederlanden“
- Portugalsko – královská pečeť z roku 1134
- Rakousko – hořec, květina rakouských Alp
- Řecko – model aténské triéry, největší válečné lodi z doby aténské demokracie (5. století př. n. l.)
- San Marino – státní znak San Marina
- Slovensko – vrch Kriváň ve Vysokých Tatrách
- Slovinsko – motiv čápa převzatý z 20tolarové mince
- Španělsko – katedrála v Santiagu de Compostela, jedno z nejznámějších poutních míst světa
- Vatikán – znak papeže Františka